# Shō Aikawa
Shō Aikawa (哀川 翔?, Aikawa Shō; Kagoshima, 24 maggio 1961) è un attore e compositore giapponese.

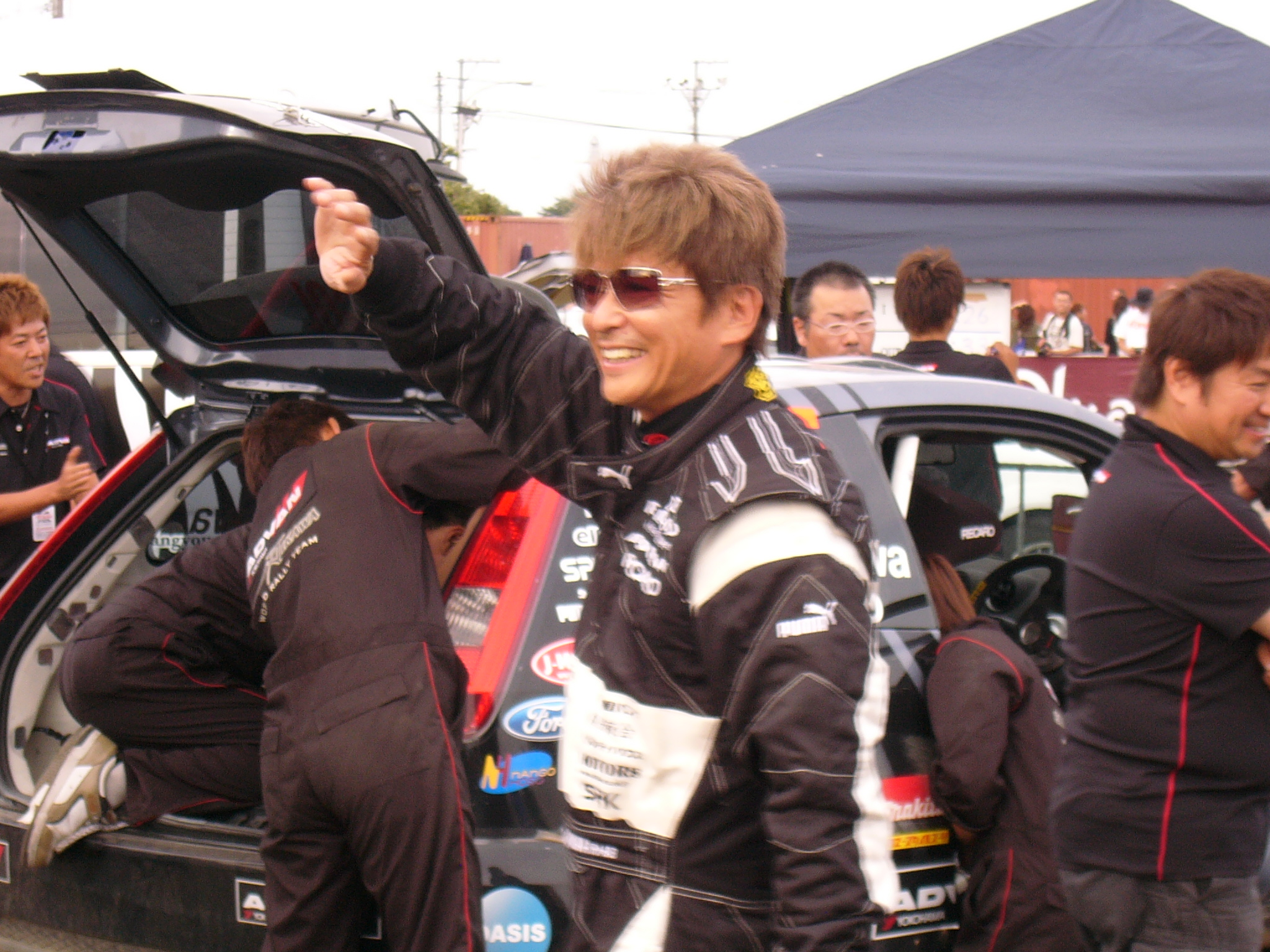

È uno degli attori più popolari in Giappone, ed è conosciuto prevalentemente per aver interpretato molti film appartenenti al V-Cinema e diretti per la maggior parte da Takashi Miike.

## Biografia
Prima di divenire un attore, Shō Aikawa era un cantante e ballerino del gruppo J-pop Isseifubi. Il suo debutto in veste di attore avvenne nel 1989, con il film Orugoru. In seguito Aikawa prese parte a film diretti da registi quali Shōhei Imamura, e iniziò un duraturo sodalizio con Takashi Miike, per il quale interpretò nel 1999 Dead or Alive, primo film di una trilogia, interpretata anche dall'altra star del V-Cinema Riki Takeuchi.
Nel 2004 Aikawa interpretò il suo centesimo film e scelse appositamente un soggetto non violento, adatto anche alle famiglie: il film era la commedia Zebraman, diretto da Takashi Miike.

## Filmografia parziale
- Orugoru di Mitsuo Kurotsuchi (1989)
- L'anguilla (うなぎ, Unagi) di Shōhei Imamura (1997)
- Rainy Dog (極道黒社会, Gokudô kuroshakai) di Takashi Miike (1997)
- Dead or Alive (ＤＥＡＤ ＯＲ ＡＬＩＶＥ 犯罪者, Deddo oa araibu: Hanzaisha) di Takashi Miike (1999)
- Ley Lines (日本黒社会, Nihon kuroshakai) di Takashi Miike (1999)
- Dead or Alive 2: Birds (DEAD OR ALIVE 2 逃亡者 を編集中, Dead or Alive 2: Tôbôsha) di Takashi Miike (2000)
- Dead or Alive: Final di Takashi Miike (2002)
- Muscle Heat  regia di Ten Shimoyama, (2002)
- Gozu (極道恐怖大劇場 牛頭 ＧＯＺＵ, Gokudō kyōfu dai-gekijō: Gozu) di Takashi Miike (2003)
- Zebraman (ゼブラーマン, Zeburaman) di Takashi Miike (2004)
- Tokyo Zombie (Tôkyô zonbi) di Sakichi Satō (2005)
- Sun Scarred (Taiyô no kizu) di Takashi Miike (2006)
- Black Mafia Kizuna di Katsuji Kanazawa (2008)
- Zebraman 2 : Attack the zebra city (Zeburâman: Zebura Shiti no gyakushû) di Takashi Miike (2010)
- Helter Skelter (ヘルタースケルター, Herutā sukerutā) di Mika Ninagawa (2012)
- Kagi no Kakatta Heya (2012)

### Videogiochi
- Yakuza 5 (2012) (Kouichi Takasugi)
- Ryu ga Gotoku Online (2018) (Kouichi Takasugi)